# Goudstipje
Het goudstipje (Cumanotus beaumonti) is een slakkensoort uit de familie van de Cumanotidae. De wetenschappelijke naam van de soort werd in 1906 voor het eerst geldig gepubliceerd door Eliot als Coryphella beaumonti.

## Beschrijving
Het goudstipje is een zeenaaktslak, met een lengte tot 25 mm en een transparant wit tot geel-oranje lichaamskleur. Zowel het lichaam als de rinoforen en papillen zijn bedekt met verspreid staande karakteristieke kleine goudkleurige vlekjes. Aan de zijkanten van de kop staan twee korte mondtentakels. De rinoforen van het goudstipje zijn lang, glad en raken elkaar aan de basis. Voor de rinoforen bevinden zich 2-3 rijen papillen. Op de rug, achter de rinoforen, bevinden zich nog eens ongeveer 9-10 gepaarde rijen papillen, met aan iedere zijde per rij 6-9 papillen. Op een breder deel van de rug direct achter de rinoforen ontbreken papillen. Naar de staart toe wordt deze kale strook veel smaller.

## Verspreiding
Waarnemingen van deze soort zijn schaars; de oorspronkelijke plaats was Plymouth en werd tegelijkertijd in Noorwegen gevonden. Deze ook in Nederland zeldzame soort is sinds 2010 bekend, met een enkel exemplaar uit de Oosterschelde en een klein aantal exemplaren met eikapsels op Texel.

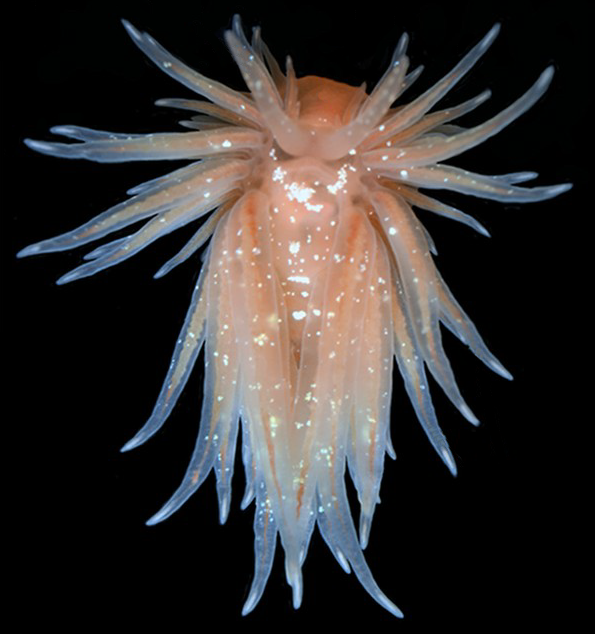